# 萨米尔·汉达诺维奇
萨米尔·汉达诺维奇（1984年7月14日—）是一名斯洛文尼亞足球運動員，擔任守門員，他是查姆恩·漢丹奴域的堂弟。

## 俱樂部生涯
汉达诺维奇2004年加盟烏甸尼斯，效力了8個賽季。直到2012年国际米兰送走儒利奥·塞萨尔後引進汉达诺维奇。他曾長時間為国际米兰的1號門將。
2021年5月，汉达诺维奇隨隊獲得2020-21賽季意甲冠軍，但国际米兰班主張康陽卻要求主帥與球員們減薪，不少奪冠成員下賽季可能將離隊。
2023年七月，汉达诺维奇宣布离队，结束了11年的蓝黑生涯。

## 榮譽

### 球會
国际米兰
- 欧联杯亞軍：2019-20
- 意大利足球甲级联赛冠軍：2020-21賽季[3]
- 義大利盃冠軍：2021-22、2022-23
- 意大利超級盃冠軍：2021、2022[4]

## 外部連結
- Soccerway資料庫：萨米尔·汉达诺维奇
- 國家隊數據
- NZS 球員檔案 （页面存档备份，存于）